# Alžírská poušť

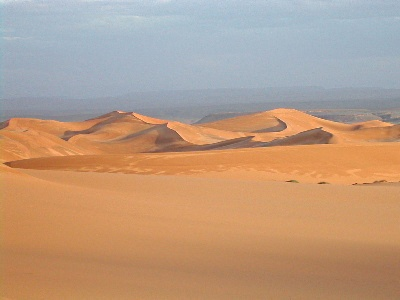
Písečné duny v Alžírsku

Alžírská poušť (arabsky الصحراء الجزائرية‎) je poušť, která se nachází ve středu severní Afriky a je součástí Sahary. Tvoří více než 80 % celkové rozlohy Alžírska. Rozkládá se na ploše přes 3,5 mil. km². Poušť začíná u Saharského Atlasu jako víceméně kamenitá poušť (hamada) a více ve vnitrozemí přechází v písečnou poušť (erg).
Alžírská poušť je známa extrémním podnebím, teploty vzduchu se v nejteplejším období roku pohybují mezi 45 °C a 50 °C. Sídla jako Ouargla, Touggourt, Béni Abbès, Adrar, In Salah patří v letních měsících k nejteplejším na Zemi. 
Poušť je osídlena nomádskými kmeny už od starověku a na jejích okrajích žije přes 2,5 miliónu obyvatel. Většina nomádů se přesouvá, aby vyhledala oázy, a mnohé z nich poskytují dostatek vody jim a i jejich dobytku.